# تینودیازپین

ساختار کلی تینودیازپین‌ها

تینودیازپین‌ها(به انگلیسی: Thienodiazepine) دسته ای از ترکیبات ناجورحلقه است که حاوی یک حلقه دیازپین و یک حلقه تیوفن به هم جوش‌خورده‌است.
در ساختار نشان داده شده، اگر R1 و R2 بخشی از یک حلقه تریازول باشند، این ماده" تینوتری‌آزولودیازپین" نامیده می‌شود.
ساختار تینودیازپین، هسته مرکزی برخی از داروها را تشکیل می‌دهد، از جمله:
- بنتازپام
- کلوتیازپام
- اتیزولام
- متیزولام
- دس‌کلروتیازولام

از آنجا که تینودیازپین‌ها با سایت گیرنده بنزودیازپین تداخل می‌کنند، به طور معمول اثرات مشابه بنزودیازپین‌ها دارند.